# Claire Deluca
Pour les articles homonymes, voir Deluca.
Claire Deluca, née le 5 juin 1933 à Paris 13e et morte le 7 avril 2020 à Nogent-sur-Marne, est une actrice et metteur en scène française.

## Biographie
Claire Deluca est notamment connue pour avoir interprété des textes d'auteurs célèbres tels Paul Claudel, Jean Anouilh, Jean Giraudoux, Jean-Jacques Varoujean, Guy Foissy, Gildas Bourdet ou encore Agatha Christie. Au cinéma, elle a entre autres joué dans Le Pull-over rouge.
Proche de Marguerite Duras et de son univers, elle a joué dans plusieurs de ses pièces dont Les Eaux et Forêts, La Musica, Yes, peut-être ou encore Le Shaga. Par ailleurs, elle a proposé une adaptation théâtrale de La Vie matérielle.
Elle a reçu le Prix d'interprétation féminine au Festival de Barcelone pour son rôle dans La Musica.
En 1993, elle participe aux Rencontres de Cerisy-la-Salle consacrées à Marguerite Duras. L'année suivante, elle contribue aux Cahiers de la Comédie-Française en évoquant les souvenirs de répétitions du Shaga, en 1967, à Neauphle-le-château, avec Marguerite Duras.
En 2001, elle propose à l'Espace Kiron un témoignage et une interprétation d'après ses notes de travail avec Marguerite Duras.
En 2008 elle propose une lecture-spectacle de Le Shaga de Marguerite Duras au Théâtre du Temps.
En 2011 elle joue et met en scène  Le Shaga de Marguerite Duras à l'Athénée Théâtre Louis-Jouvet aux côtés de Jean-Marie Lehec et Karine Martin-Hulewicz.
Claire Deluca est membre du jury du Prix Marguerite-Duras.
Elle meurt le 7 avril 2020 à Nogent-sur-Marne.

## Théâtre
- 1963 : Et jusqu'à Béthanie de Jean Giraudoux, mise en scène Raymond Rouleau, Théâtre Montparnasse
- 1965 : Les Eaux et Forêts de Marguerite Duras, mise en scène Yves Brainville, Théâtre Mouffetard
- 1965 : Les Eaux et Forêts et La Musica de Marguerite Duras, Studio des Champs-Elysées
- 1966 : Les Eaux et Forêts et La Musica de Marguerite Duras, Teatro Club Rome, Théâtre La Bruyère, Théâtre des Célestins, tournée
- 1967 : Les Eaux et Forêts et La Musica de Marguerite Duras, Algérie, tournée
- 1967 : Les Frères Karamazov de Fiodor Dostoïevski, mise en scène Jean-Pierre Laruy, Centre Théâtral du Limousin Limoges, Théâtre Sarah-Bernhardt
- 1968 : Le Diable et le Bon Dieu de Jean-Paul Sartre, mise en scène Jean-Pierre Laruy, Centre Théâtral du Limousin Limoges
- 1968 : Yes, peut-être et Le Shaga de Marguerite Duras, mise en scène de l'auteur, Théâtre Gramont
- 1969 : Quelque chose comme Glenariff de Danièle Lord et Henri Garcin, mise en scène Henri Garcin, Théâtre des Mathurins
- 1970 : La Souricière d'après Agatha Christie, mise en scène Jean-Paul Cisife, Théâtre des Célestins
- 1971 : La Souricière d'après Agatha Christie, mise en scène Jean-Paul Cisife, Théâtre Hébertot, Théâtre de la Potinière
- 1972 : Clérambard de Marcel Aymé, mise en scène Jean-Paul Cisife
- 1974 : Antigone de Jean Anouilh, mise en scène Gérard Dournel, Festival Vaison-la-Romaine, Carpentras
- 1974 : Les Larbins de Henri de Menthon, mise en scène Jean-Paul Cisife, Théâtre du Lucernaire
- 1976 : Les Eaux et Forêts de Marguerite Duras, mise en scène de l'auteur, Théâtre Mouffetard
- 1977 : La Belle Vie de Carlos Queiroz Telles, mise en scène Jean-Paul Cisife, Théâtre du Lucernaire
- 1978 : Les Eaux et Forêts de Marguerite Duras, mise en scène de l'auteur, Théâtre du Lucernaire
- 1979 : À la nuit, la nuit de François Billetdoux, mise en scène Philippe Desboeuf, Théâtre du Lucernaire
- 1980 : Deburau de Sacha Guitry, mise en scène Jacques Rosny, Théâtre Édouard VII
- 1982 : Deburau de Sacha Guitry, mise en scène Jacques Rosny, Théâtre des Célestins
- 1983 : Le Paradis à l'amiable de Virgil Tanase, mise en scène de l'auteur, Théâtre du Lucernaire
- 1989 : Les Eaux et Forêts de Marguerite Duras, mise en scène de l'auteur
- 1989 : Les Filles de la voix de Jean-Jacques Varoujean, mise en scène Françoise Seigner, Théâtre des Célestins
- 1992 : Héritage de Augustus Goetz et Ruth Goetz d'après Henry James, mise en scène Gildas Bourdet, Cado, Théâtre de Paris, Festival d'Angers, Festival de Ramatuelle
- 2008 : Le Shaga, lecture-spectacle
- 2011 : Le Shaga de Marguerite Duras, mise en scène Claire Deluca et Jean-Marie Lehec, Théâtre de l'Athénée-Louis-Jouvet
- 2013 : La Vie qui va de Marguerite Duras, mise en scène Claire Deluca  avec  Claire Deluca et Jean-Marie Lehec Théâtre de Poche

## Filmographie
- 1979 : Le Pull-over rouge : Mlle le juge d'instruction